# Wolfgang Retter
Wolfgang Retter (* 6. Juni 1938 in Innsbruck) ist österreichischer  Umweltaktivist, Naturschützer und Autor.

## Leben
Nach dem Besuch des öffentlichen Gymnasiums der Franziskaner (OFM) in Hall begann Wolfgang Retter ein Lehramtsstudium in Biologie, Erdwissenschaften, Physik und Chemie an der Universität Innsbruck. 1963 legte er seine Lehramtsprüfung ab, vier Jahre später wurde er mit einer pflanzenökologischen Dissertation zum Doktor der Philosophie promoviert. Von 1963 bis zu seinem Ruhestand im Jahr 1998 war Wolfgang Retter als Gymnasiallehrer und Erzieher in Lienz tätig.
Bereits während seiner wissenschaftlichen Ausbildung engagierte sich Retter im Österreichischen Naturschutzbund. 1959 gründete er in Innsbruck gemeinsam mit seiner späteren Frau Erika Rieß die Landesgruppe Tirol der Österreichischen Naturschutzjugend.
Als im Jahr 1971 die Tiroler Landesregierung das Speicherkraftwerk Dorfertal/Matrei beschloss, welches die Entstehung des Nationalparks Hohe Tauern in Tirol gefährdete, begann ein jahrelanger heftiger Konflikt zwischen den Interessen der wirtschaftlichen Nutzung und dem Naturschutz. 1973 gründete Retter mit Gleichgesinnten den Verein zum Schutz der Erholungslandschaft Osttirol. Als dessen Obmann organisierte er Vorträge namhafter Wissenschaftler und versuchte in unzähligen Diskussionen die ansässige Bevölkerung von den Vorteilen eines Nationalparks zu überzeugen.
Von 1975 bis 1989 war Retter als Referent und verantwortlicher Leiter von Sommerkursen des Naturschutzbundes Österreich über Nationalparkfragen tätig. 1976 errichtete er unter dem Patronat des Europarates den „Wasserschaupfad Umbalfälle“.
Wolfgang Retter war langjähriges Präsidialmitglied des Naturschutzbundes Österreich. Darüber hinaus engagierte er sich sechs Jahre lang im Haupt- und Verwaltungsausschuss des Österreichischen Alpenvereins. Seit 2005 ist er Sprecher von Netzwerk Wasser Osttirol, einer Initiative zum Schutz der Osttiroler Bäche und Flüsse.
Als Staatsmeister für Amateurfotografie (1973) setzte Retter mit zahlreichen Bildbänden über den Nationalpark Hohe Tauern und den Bezirk Lienz (Osttirol) neue Maßstäbe für Landschaftsaufnahmen. Im Sinne des modernen Naturschutzes dokumentieren diese Bücher sowohl die unberührte Naturlandschaft, als auch die vom Menschen gestaltete Kulturlandschaft. Daneben verfasste er Text- und Bildbeiträge in Büchern zu Naturlandschaften (z. B. Gerhart Langthaler: Urlandschaften Österreichs, 1984;  Österreichischer Naturführer, 1989; WWF: Die schönsten Naturschutzgebiete der Welt, 1990) und Bergbauernarbeiten im Nationalparkbereich Hohe Tauern (z. B. Hans Haid: Vom alten Leben 1986; Hans Haid: Mythos und Kult in den Alpen, 1990), sowie Aufsätze und Stellungnahmen in Zeitungen und Zeitschriften (z. B. Kosmos, Berge, Arunda, Alpenvereins-Mitteilungen, Natur und Land) zu Fragen des Landschaftsschutzes und der Ökologie.

## Ehrungen
Für seinen „hervorragenden Einsatz zum Schutz österreichischer Natur- und Kulturlandschaften von nationaler Bedeutung“ erhielt Wolfgang Retter 1983 den Konrad Lorenz Preis (Österreichischer Staatspreis für Natur- und Umweltschutz).
1992 wurde ihm gemeinsam mit seiner Frau Erika der Österreichische Naturschutzpreis verliehen.

## Publikationen
- Roland Floimair, Wolfgang Retter: Nationalpark Hohe Tauern – der Salzburger Anteil. Nonntal, 1984
- Roland Floimair, Wolfgang Retter: Nationalpark Hohe Tauern – der Kärntner Anteil. unter Mitarbeit von Erwin Graze, Nonntal, 1985
- Roland Floimair, Wolfgang Retter: Nationalpark Hohe Tauern – der Tiroler Anteil. unter Mitarbeit von Peter Haßlacher, Nonntal, 1986
- Wolfgang Retter, Clemens M. Hutter: Osttirol – ein Hauch von Paradies. Pustet, Salzburg 1990
- Clemens M. Hutter, Wolfgang Retter: Großvenediger. Pustet, Salzburg 1991
- Wolfgang Retter, Roland Floimair: Nationalpark Hohe Tauern – Den Ursprüngen begegnen. Pustet, Salzburg 1992
- Wolfgang Retter, Michael Jungmeier: Nationalpark Hohe Tauern – Kärnten. Pustet, Salzburg 1993
- Wolfgang Retter, Gottfried Rainer: Nationalpark Hohe Tauern – Tirol. Pustet, Salzburg 1993
- Wolfgang Retter, Roland Floimair: Nationalpark Hohe Tauern – Salzburg. Pustet, Salzburg 1994
- Wolfgang Retter, Werner Thuswaldner: Nationalpark Hohe Tauern. Pustet, Salzburg 2002